# Aaron Cohen
Aaron Cohen (5 de janeiro de 1931 – 25 de fevereiro de 2010) foi deputado administrador da NASA entre 19 de fevereiro de 1992 e 1 de novembro de 1992, e também gerente do Space Shuttle Program a partir de 1972.

## Educação
Cohen obteve a graduação na Thomas Jefferson High School em San Antonio, Texas e obteve mais tarde um Bachelor of Science na Texas A&M University em 1952, um Master of Science no Stevens Institute of Technology em 1958 e um doutorado honorário em Stevens em 1982.

## Carreira
Cohen ingressou na NASA em 1962 e atuou em importantes funções de liderança essenciais para o sucesso dos voos e aterrissagens lunares do Programa Apollo. De 1969 a 1972 foi o gerente dos Módulos de Serviço e Comando Apollo. Supervisionou o projeto, desenvolvimento, produção e voos de teste dos ônibus espaciais como gerente do Escritório de Projetos da Space Shuttle Orbiter da NASA de 1972 a 1982. Depois de servir como Diretor de Engenharia na Johnson por vários anos, foi nomeado diretor do centro em 1986, servindo naquele cargo até 1993. Em 1984 recebeu a Medalha ASME.
Após aposentar-se na NASA, Cohen lecionou projeto de engenharia mecânica na Texas A&M University. Em 2000 foi nomeado professor emérito, e em 2010 recebeu um título honorário de doutor em letras.